# Guitarra de golpe
La guitarra de golpe es un instrumento de cuerda pulsada y rasgueada de México cuyo origen se remonta a la chitarra battente italiana. Tiene 5 cuerdas de nailon, formando 5 órdenes. En un principio eran de tripa. La cabecera usualmente tiene una forma tradicional que es diseñada para parecerse a un estilizado búho. Por un tiempo durante el siglo XX, la guitarra de golpe cayó en desuso en grupos de mariachi tradicionales, y fue reemplazada por la guitarra clásica. Sin embargo, este instrumento ahora ha sido revivido. Es una parte esencial de los conjuntos de arpa grande de Michoacán.
Como la vihuela, usualmente solo tiene pocos trastes, pero éstos son de metal o madera, en vez de nailon como en la vihuela.

## Afinación
- Standard Michoacán: D3, G3, C4, E3, A3.

- Tecalitlán: D3, G3, B4, E3, A3.

- Urbana Arriba: G3, C4, E4, A3, D4.

- Urbana Abajo: G3, C4, E3, A3, D4.

## Nombres
La guitarra de golpe posee varios nombres:
- Guitarra Colorada
- Quinta De Golpe
- Guitarra mariachera